# Alforja (sac)

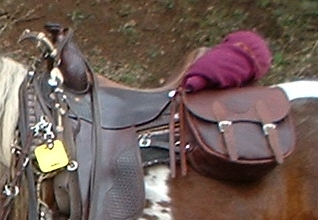
Alforges lligades a una sella de muntar.

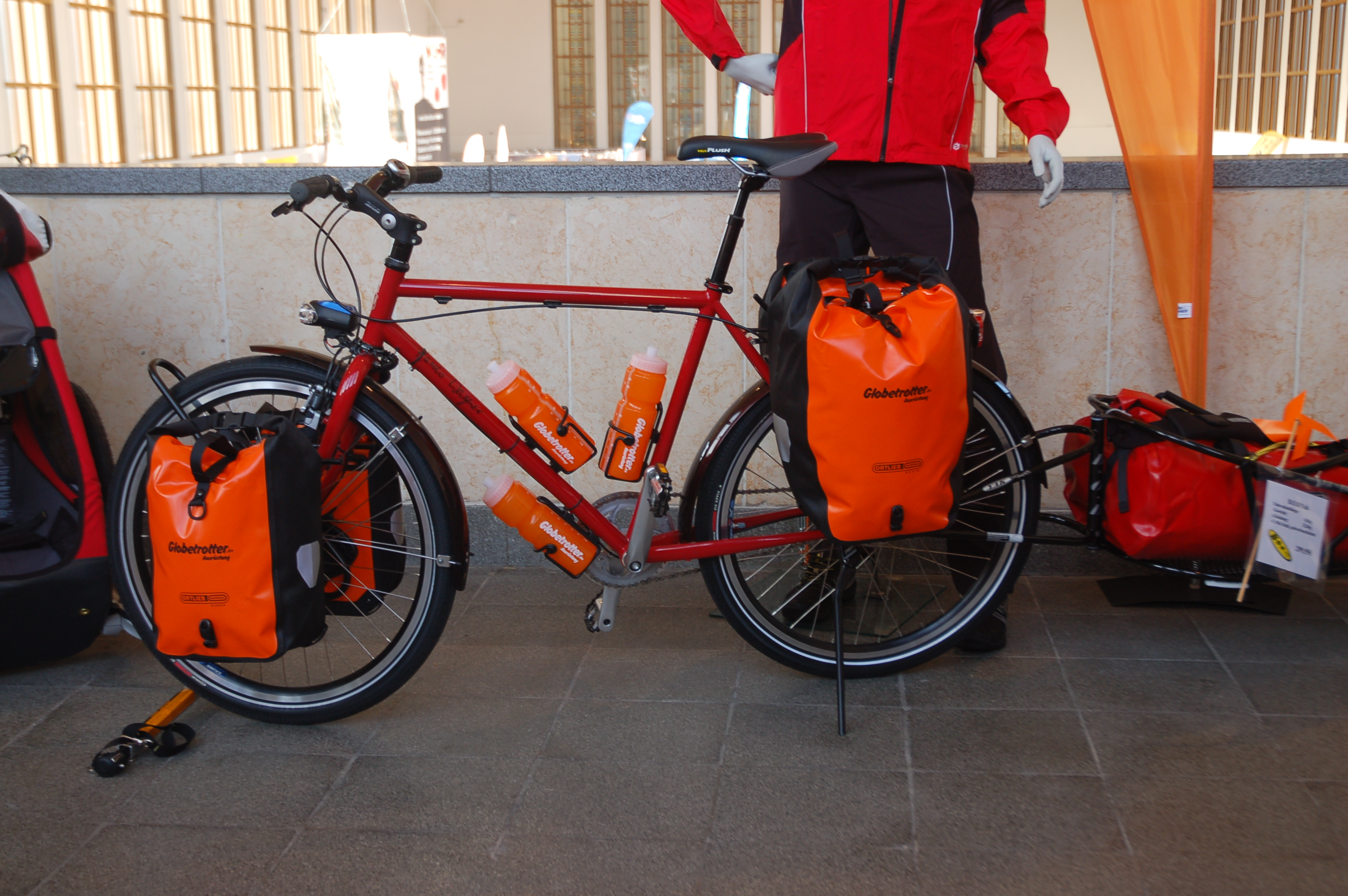
Alforges en una bicicleta.

Les alforges són una mena de sac doble (simètric), fet de tela forta o de cuir que forma dues bosses grans per tal de poder compensar la càrrega quan s'emplenen. S'utilitzen per a transportar més bé productes i estris diversos. Les alforges eren molt utilitzades pels camperols de la península Ibèrica, perquè quan anaven molt plenes o pesaven molt es podien posar a lloms de les cavalleries. També es coneixen com a alforges les bosses que porten les bicicletes penjades als laterals del darrere per portar càrrega. Com a sinònim d'alforja es pot utilitzar: motxilla, cabàs, etc.